# Мак спутанный
Мак спу́танный (лат. Papaver commutatum) — однолетнее травянистое растение, вид травянистых растений из рода Мак (Papaver) семейства Маковые (Papaveraceae).

## Ботаническое описание
Однолетнее травянистое до 50 см высотой.
Стебель почти от низу ветвистый, с отклонёнными ветвями, реже простой, голый или чаще не густо длинно-щетинистый.
Нижние листья перисто-рассечённые, с довольно крупными, яйцевидными, городчато-зубчатыми сегментами, голые или немного щетинистые; реже (в слабых особях) нижние листья перисто надрезаны, с продолговатыми лопастями. Верхние листья сидячие, трёх-раздельные, с перисто-рассечёнными сегментами, с продолговатыми, зубчато-городчатыми, тупыми или острыми долями.
Цветоносы длинные, чаще извилистые, более-менее густо покрытые прижатыми белыми щетинками.Бутоны продолговато-эллиптические, до 18 мм длиной, на верхушке без рожков, покрытые длинными и тонкими, вперёд направленными, щетинистыми волосками. Цветки крупные, ярко-красные; лепестки широкие, округлые, 2—4 см длиной, с более-менее крупным четырёхугольным, продоговатым или округлым пятном, расположенным выше основания лепестков, ближе к его середине, иногда пятно в виде клина пересекает вдоль весь лепесток или прерывается при этом в середине. Тычиночные нити тонкие, чёрные, многочисленные; тычиночный поясок под коробочкой широкий. Цветёт в апреле — мае.
Плод — шаровидная или обратнояйцевидно-шаровидная коробочка, 5—10 мм длиной, голая, при основании резко суженная в ясную, 1—1,5 мм длиной, ножку; диск зрелой коробочки плоский, зубцы его налегают друг на друга; лучей 5—10.
Описан из Закавказья.

## Распространение
Кавказ: Армения, Азербайджан; Азия: Иран (северо-запад), Турция (север).
Растет в полупустыне, на сухих склонах, в посевах, у дорог.